# Northwich
Northwich è un paese di 19.259 abitanti della contea del Cheshire, in Inghilterra.

## Geografia
Northwich è situata presso la confluenza del fiume Dane con il Weaver, a 29 km a nord-est di Chester.

## Amministrazione

### Gemellaggi
- Dole, Francia